# Viridicerus ustulatus
Viridicerus ustulatus är en insektsart som först beskrevs av Étienne Mulsant och Claudius Rey 1855.  Viridicerus ustulatus ingår i släktet Viridicerus, och familjen dvärgstritar. Arten är reproducerande i Sverige.